# Niep
Niep ist ein Stadtteil von Neukirchen-Vluyn im Kreis Wesel in Nordrhein-Westfalen. Niep hat ca. 650 Einwohner und ist im Süden der Stadt gelegen, zwischen den Nachbarorten Hüls, Traar, Kapellen, Luit und Vluyn. Der Stadtteil hatte am 31. Dezember 2023 639 Einwohner.
Der ehemals landwirtschaftlich geprägte Ort ist heute ein Wohnort im suburbanen Umland von Krefeld und Duisburg sowie ein Naherholungsgebiet. Markant sind die Nieper Kuhlen, ein 12 km langer Altrheinarm, der früher zur Torfgewinnung diente und heute unter Naturschutz steht. Neben der Landwirtschaft prägten früher auch Handwerker sowie mehrere Händler das Dorf, das bis 1974 auch über einen Bahnhof verfügte. Die ehemalige Eisenbahntrasse von Moers nach „Crefeld“, die in Niep im 19. Jahrhundert zu einer wirtschaftlichen Blüte führte und sogar von Kaiser Wilhelm II befahren wurde, bildet heute einen Radfahrweg. Zusätzlich gibt es in Niep einen Golfplatz.